# Ухлясть
У́хлясть (бел. Ухлясць) — посёлок в составе Смолицкого сельсовета Быховского района Могилёвской области Республики Беларусь.

## Население
- 2010 год — 92 человека